# Шнабель, Георг Норберт
Георг Норберт Шнабель (31 марта 1791, Везеритц, Богемия (ныне Бездружице, Чехия) — 22 октября 1857, Прага) — австрийский статистик и юрист, профессор Пражского университета.

## Персона
Родился в семье сборщика налогов. Окончил гимназию в Пльзене. С 1808 по 1811 год изучал философию, затем, с 1811 по 1815 год, — юриспруденцию и политологию в Пражском университете. В 1816 году защитил докторскую диссертацию в университете Вены, в котором оставался до 1817 года, стажируясь также по статистике и политологии. В 1817 году вернулся в Пражский университет в должности профессора права. В 1835 году был назначен ординарным профессором международного и австрийского права, занимая эту должность до конца жизни. В 1849—1850 и 1854—1855 годах был деканом профессорской коллегии юридического факультета, в 1852—1853 годах — ректором. В 1852 году получил золотую медаль от правительства за свои научные заслуги.
Его основные работы: «Die europäische Staatenwelt, ein Versuch, die Statistik in der vergleichend räsonnirenden Methode zu behandeln» (2 тома, Прага, 1819—20), «Entwurf einer Dienst-Instruktion für die Wirthschaftsämter in den k. k. Staaten» (Прага, 1819; 2-e издание, ib., 1827); «Statistische Darstellung von Böhmen» (ib., 1826); «Ueber Raum- und Bevölkerungsverhältnisse der österreichischen Länder, mit Uebersichtskarten» (ib., 1826); «Geographisch-statistisches Tableau der europäischen Staaten» (ib. 1826); «Geographisch-statistisches Tableau der Staaten und Länder aller Weltteile» (ib., 1827); «General Statistik der europäischen Staaten mit vorzüglicher Berücksichtigung des Kaiserthums Oesterreich» (2 тома, Прага, 1829; 2-е издание, Вена, 1833; 3-е издание в 1841 году; итальянский перевод в Павии — в 1835 г.); «Das Strafgesetz über Gefällsübertretungen in seinen Beziehungen auf die allgemeinen österreichischen Strafgesetze» (Вена, 1837; итальянский перевод в Венеции в 1846 году); «Das natürliche Privatrecht» (ib., 1842); «Statistik der landwirthschaftlichen Industrie Böhmens» (Прага, 1846); «Tafeln zur Statistik von Böhmen» (ib., 1848) и другие.